# Камараш, Мате
Мате Камараш (венг. Kamarás Máté, 21 сентября 1976 года, Мишкольц, Венгрия) — венгерский актёр мюзикла, наиболее известный исполнением роли Смерти в мюзикле «Элизабет». Также исполнял роль Герберта фон Кролока в мюзикле "Бал вампиров" и ряд других, менее известных, ролей.

## Биография
Мате Камараш родился 21 сентября 1976 года. Начальное образование получил в мишкольцской гимназии им. Отто Германа. После обучался в Академии театра и кино в Будапеште. Там он сыграл свои первые роли: Жана Вальжана («Отверженные») и Пилата («Иисус Христос — суперзвезда»). В 1997 году играл роль дублёра графа фон Кролока в сцене ночного кошмара в премьерном составе «Бала вампиров» в Вене. В 2003 году прошёл кастинг на роль Смерти в новой постановке мюзикла Михаэля Кунце и Сильвестра Левая «Элизабет», где его партнёрами были Майа Хайворт и Серкан Кая. Эту роль он играл несколько лет. С участием Мате Камараша существует официальная видеозапись мюзикла "Элизабет", выпущенная на DVD, которая была сделана в 2005 году. После этого Камараш играл Смерть в возобновлённой постановке «Элизабет» Будапештского театра оперетты. В 2007 году исполнял роль Герберта в венгерской постановке «Бала вампиров».
В настоящее время Камараш активно участвует в совместных немецко-японских постановках мюзикла «Элизабет». Среди его последних ролей также роль Генриха фон Куденхове-Калерги в мюзикле Фрэнка Уайлдхорна «Митцуко», о жизни Мицуко Аояма.

## Роли в театре
Жан Вальжан — Отверженные (февраль 1995 г., Мишкольц) 

Пилат — Иисус Христос — суперзвезда

Член русской делегации — Шахматы (осень 1995, Будапешт, театр Рок)

Ник — Слава (весна 1996 г., Будапешт, театр Талия)

Ночной кошмар — Бал вампиров (осень 1997 г., Вена, театр Ан дер Вин)

Смерть — Элизабет (1998-1999 гг., Будапешт, Театр оперетты)

Герберт — Бал вампиров (1999-2000 гг., Вена, театр Ан дер Вин)

Смерть — Элизабет (апрель 2000 г., Мишкольц, Народный театр)

Тони — Вестсайдская история (август 2000 г., Сегед, Соборная площадь)

Амадей Моцарт — F@lco (осень 2000 г., Вена, театр Ронахер)

Ник — Слава (июнь 2001 г., Будапешт, остров Маргит)

Смерть — Элизабет (2003-2006 гг., Вена, театр Ан дер Вин)

Герберт — Бал вампиров (2007 гг., Будапешт, театр Magyar Színház)

Смерть — Элизабет (2008-2009 гг., Будапешт, Театр оперетты)

граф Генрих фон Куденхове-Калерги — Митцуко (май 2011 г. по наст. время, Осака, Токио)

Смерть — Элизабет: концертный тур, посвященный 20-летию мюзикла